# Shannon Bahrke
Shannon Bahrke (Reno, 7 novembre 1980) è un'ex sciatrice freestyle statunitense.
Ha partecipato a tre edizioni dei giochi olimpici invernali (2002, 2006 e 2010) conquistando complessivamente due medaglie.

## Palmarès
Olimpiadi
- 2 medaglie:
  - 1 argento (gobbe a Salt Lake City 2002)
  - 1 bronzo (gobbe a Vancouver 2010)

Mondiali
- 2 medaglie:
  - 1 argento (gobbe a Madonna di Campiglio 2007)
  - 1 bronzo (gobbe a Deer Valley 2003)